# Leptosphaeria ribis
Leptosphaeria ribis är en svampart som tillhör divisionen sporsäcksvampar, och som beskrevs av Petter Adolf Karsten. Leptosphaeria ribis ingår i släktet Leptosphaeria, och familjen Phaeosphaeriaceae. Arten är reproducerande i Sverige.